# 군마현 제3구
군마현 제3구(일본어: 群馬県第3区)는 일본의 중의원 선거구이다. 1994년 일본 공직선거법이 개정되면서 신설되었다.

## 지역
- 오타시 (구 야부즈카혼 정 제외)
- 다테바야시시
- 오라군

## 역대 국회의원
- 야쓰 요시오 (소속 정당: 자유민주당, 임기: 1996년 ~ 2009년)
- 가키누마 마사키 (소속 정당: 민주당, 임기: 2009년 ~ 2012년)
- 사사가와 히로요시 (소속 정당: 자유민주당, 임기: 2012년 ~ 현재)

## 같이 보기
- 일본 중의원 소선거구제 선거구 목록